# Spinetoram
Spinetoram ist ein Insektizid der Gruppe der Spinosyne, das aus Fermentationsprodukten des Aktinomyzeten Saccharopolyspora spinosa gewonnen wird. Es besteht aus Spinetoram-J und Spinetoram-L. Der Wirkstoff wurde 2007 von Dow AgroSciences auf den Markt gebracht.

## Eigenschaften und Zusammensetzung
Spinetoram ist eine Mischung aus Spinetoram-L und Spinetoram-J in einem Verhältnis von ungefähr 1:1 bis 9:1. Die beiden Verbindungen sind keine Isomere, da das Spinetoram-J eine zusätzliche Methylgruppe enthält.  Die Verbindungen sind strukturverwandt zu den Spinosynen des Spinosad.
| Spinetoram         | | |
| Name               | Spinetoram-J | Spinetoram-L |
| Andere Namen       | - (2R,3aR,5aR,5bS,9S,13S,14R,16aS, 16bR)-2-(6-Deoxy-3-O-ethyl-2,4-di-O-methyl-α-L-mannopyranosyloxy)-13-[(2R,5S,6R)-5-(dimethylamino)tetrahydro-6-methylpyran-2-yloxy]-9-ethyl-2,3,3a,4,5,5a,5b,6,9,10,11,12,13,14,16a,16b-hexadecahydro-14-methyl-1H-as-indaceno[3,2-d]oxacyclododecin-7,15-dion - XDE-175-J | - (2S,3aR,5aS,5bS,9S,13S,14R,16aS,16bS)-2-(6-Deoxy-3-O-ethyl-2,4-di-O-methyl-α-L-mannopyranosyloxy)-13-[(2R,5S,6R)-5-(dimethylamino)tetrahydro-6-methylpyran-2-yloxy]-9-ethyl-2,3,3a,5a,5b,6,9,10,11,12,13,14,16a,16b-tetradecahydro-4,14-dimethyl-1H-as-indaceno[3,2-d]oxacyclododecin-7,15-dion - XDE-175-L |
| Strukturformel     | | |
| CAS-Nummer         | 187166-40-1 | 187166-15-0 |
| CAS-Nummer         | 935545-74-7 (Gemisch) | |
| PubChem            | 53297414 | 25217966 |
| Summenformel       | C42H69NO10 | C43H69NO10 |
| Molare Masse       | 748,011 g·mol−1 | 760,022 g·mol−1 |
| Aggregatzustand    | fest | fest |
| Kurzbeschreibung   | weißes Pulver | weiß-gelbe Kristalle |
| Schmelzpunkt       | 143,4 °C | 70,8 °C |
| Siedepunkt         | zersetzt sich bei 297,8 °C | zersetzt sich bei 290,7 °C |
| Löslichkeit        | - praktisch unlöslich in Wasser (0,010 g·l−1 bei 20 °C) - leicht löslich in Aceton, Methanol, Xylol, Ethylacetat (je >250 g·l−1 bei 20 °C) | - praktisch unlöslich in Wasser (0,032 g·l−1 bei 20 °C) - leicht löslich in Aceton, Methanol, Xylol, Ethylacetat (je >250 g·l−1 bei 20 °C) |
| GHS- Kennzeichnung | \| \| \| \|Achtung | \| \| \| \|Achtung |
| H-Sätze            | 317‐373‐410 | 317‐373‐410 |
| EUH-Sätze          | keine EUH-Sätze | keine EUH-Sätze |
| P-Sätze            | 260‐273‐280‐321‐333+313‐501 | 260‐273‐280‐321‐333+313‐501 |
| ToxDaten           | - >5000 mg·kg−1 (LD50, Ratte, oral) - >5000 mg·kg−1 (LD50, Ratte, transdermal) - >5 mg·L−1 (LC50, Ratte, inh.) | - >5000 mg·kg−1 (LD50, Ratte, oral) - >5000 mg·kg−1 (LD50, Ratte, transdermal) - >5 mg·L−1 (LC50, Ratte, inh.) |
| Gefahrensymbol     | Gefahrensymbol | Gefahrensymbol |

## Gewinnung und Darstellung
Anfang der 1980er Jahre wurde in Bodenproben der Aktinomyzet Saccharopolyspora spinosa entdeckt. Bei diesen Mikroorganismen wurde festgestellt, dass diese Fermentationsprodukte bilden, die toxikologisch wirksam gegen Lepidoptera sind. Die isolierten Wirkstoffe wurden daraufhin auf ihre Aktivität als Insektizid untersucht, wobei  Spinosyn A und Spinosyn D als potenteste Vertreter dieser Stoffe identifiziert wurden. Die natürlich vorkommende Mischung dieser beiden Spinosyne wurde Spinosad genannt.
Auf der Suche nach noch stärkeren Spinosynen wurde ein künstliches neuronales Netzwerk gekoppelt mit der Analyse der Quantitativen Struktur-Wirkungs-Beziehung verwendet, wodurch  der zeitliche und materielle Aufwand stark reduziert werden konnte. Die Forscher entdeckten, dass das Spinosyn A-Analogon mit einem Tri-Ο-methyl-L-rhamnose-Rest eine potenziell bessere Wirkung hat. Durch weitere Untersuchungen konnte festgestellt werden, dass die 3'-O-ethyl-Gruppe an der Rhamnose für die stärkste Wirkung am nikotinischen Acetylcholin-Rezeptor bei Insekten verantwortlich ist. Durch andere Studien konnte nachgewiesen werden, dass die Hydrierung der 5,6-Doppelbindung das Molekül lichtunempfindlicher macht. Die Kombination aus beiden Erkenntnissen brachte das Spinetoram-J hervor.

## Wirkungsweise
Die Wirkung des Spinetoram ist analog zu der des Spinosad. Anders als andere Insektizide wirken Spinosyne auf den nikotinischen Acetylcholinrezeptor, wodurch dieser allosterisch aktiviert wird. Dies unterscheidet sie in der Wirkungsweise von den Neonicotinoiden, deren Funktion auf der Wirkung als Agonist dieses Rezeptors beruht. Dadurch werden die Nervenfunktionen gestört, was Lähmung, Atemstillstand und letzten Endes den Tod zur Folge hat. Es handelt sich um eine relativ neue Wirkungsweise von Insektiziden, sodass Resistenzen noch sehr selten sind. Zusätzlich wirken die Verbindungen auf GABA-Rezeptoren was eine ähnliche Wirkung hat.

## Toxikologie

### Mensch
Die Europäische Behörde für Lebensmittelsicherheit gibt für Spinetoram eine Erlaubte Tagesdosis (ADI-Wert) von 0,025 mg/kg Körpergewicht und eine akute Referenzdosis (ARfD) von 0,1 mg/kg Körpergewicht an. Die Verbindung ist wenig akut toxisch für Säugetiere und ist weder haut- noch augenreizend.

### Ökotoxikologie
Spinetoram ist wenig toxisch für Vögel und Fische. Für Bienen ist es hoch toxisch mit einer LD50 von 0,039 µg/Biene. Jedoch zeigten Feldstudien, dass es für Bienen keine negativen Effekte gibt, wenn der Wirkstoff sieben Tage vor dem Bienenflug ausgebracht wurde. Nur beim Sprühen des Insektizids während der Blüte und Bienenflugs wurde eine erhöhte Mortalität der Bienen festgestellt.

## Nachweis
Der zuverlässige Nachweis und die Quantifizierung von Spinetoram kann mittels flüssigchromatographischer Methoden erfolgen. Zur Identifizierung kann nach der chromatographischen Trennung ein Massenspektrometer verwendet werden.

## Zulassung
In der Europäischen Union war Spinetoram bis zum 30. Juni 2024 zugelassen. In Deutschland sowie einigen weiteren Staaten der EU sind Pflanzenschutzmittel mit dem Wirkstoff Spinetoram zugelassen, jedoch nicht in Österreich. Im Gegensatz zum Spinosad darf Spinetoram nicht in der ökologischen Landwirtschaft verwendet werden. In der Schweiz ist ein Präparat mit Spinetoram namens Zorro erhältlich, welches gegen Schädlinge von Kernobst eingesetzt werden kann.

## Handelsnamen
- Dow Radiant
- Dow Delegate
- Sumitomo DIANA
- Rallis Summit
- Corteva Exalt